# Малая Индра
Малая Индра — озеро в Тавдинском городском округе Свердловской области, Россия.

## Географическое положение
Озеро расположено в 19,5 километрах к северу-северо-востоку от деревни Тормоли 1-е, в северной части болота Индра. Озеро площадью 1,6 км², с уровнем воды 61,7 метра.

## Описание
Озеро не имеет поверхностного стока. Берега местами заболочены. В озере водятся карась, гольян, верховка, и гнездится водоплавающая птица.